# Vàng màu

Biểu đồ bộ ba của các màu sắc khác nhau của các hợp kim Ag–Au–Cu.

Vàng tinh khiết có màu vàng ánh đỏ, nhưng người ta cũng có thể sản xuất vàng màu với màu của nó là các màu khác.
Vàng màu có thể phân ra thành 3 nhóm:
- Các hợp kim với bạc và đồng với các tỷ lệ khác nhau, tạo ra các dạng vàng màu trắng, vàng, xanh lục và đỏ. Chúng thường là các hợp kim dễ uốn và dễ dát mỏng.
- Các hợp chất liên kim, tạo ra các dạng vàng màu xanh lam và tía cũng như một số màu khác. Chúng thường giòn, nhưng có thể sử dụng như là đá quý hay vật khảm.
- Các xử lý bề mặt, như tạo ra các lớp oxit.

Vàng tinh khiết trong thực tế được tính là vàng 99,9% Au hoặc cao hơn, cũng được gọi là vàng 24 kara, vì thế tất cả các loại vàng màu đều có độ tinh khiết thấp hơn, thông thường có các loại 18K (75%), 14K (58,5%), 10K (41,6%) hay 9K (37,5%).

## Hợp kim

### Vàng trắng

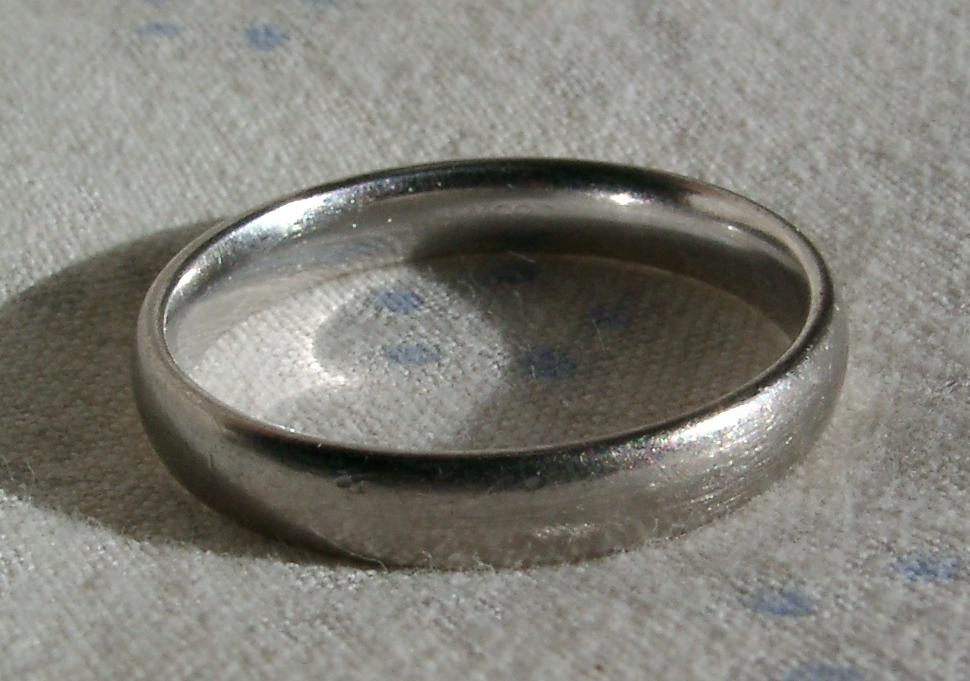
Nhẫn cưới bằng vàng trắng mạ rhodi.

Vàng trắng thông thường là hợp kim chứa khoảng 75% vàng và khoảng 25% niken và kẽm.
Vàng trắng nói chung là hợp kim của vàng với ít nhất một kim loại trắng (thường là niken, bạc hay paladi). Cũng giống như vàng, độ tinh khiết của vàng trắng thường tính theo kara.
Các tính chất của vàng trắng thay đổi tùy theo từng kim loại được sử dụng để tạo hợp kim cũng như hàm lượng của chúng.Kết quả là các hợp kim vàng trắng có thể sử dụng cho nhiều mục đích khác nhau; trong khi các hợp kim của niken thường là cứng và chắc, và vì thế phù hợp để làm các loại vòng và ghim thì các hợp kim vàng–paladi lại mềm và dẻo, phù hợp để làm các khung vàng trắng để dát đá quý, đôi khi với các kim loại khác như đồng, bạc hay platin, bổ sung cho trọng lượng và độ bền (mặc dù điều này thường phải có thợ kim hoàn chuyên biệt). Thuật ngữ vàng trắng được sử dụng rất lỏng lẻo trong công nghiệp để mô tả các hợp kim vàng với sắc ánh trắng. Bản thân từ "trắng" cũng bao trùm một khoảng rộng các màu, ở ranh giới hoặc chồng lấn với các sắc màu vàng nhạt, nâu mờ và thậm chí cả với màu hồng rất nhạt. Ngành công nghiệp trang sức thường che giấu những màu trắng mờ nhạt này bằng cách mạ rhodi; vì thế tồn tại một quan niệm sai lầm phổ biến coi màu của lớp mạ rhodi, được nhìn thấy trên nhiều sản phẩm thương mại, là màu thực sự của vàng trắng.
Một công thức thông thường để sản xuất vàng trắng là 90% vàng và 10% niken (tính theo trọng lượng). Đồng cũng có thể thêm vào để làm tăng tính dẻo.
Độ bền của các hợp kim vàng–niken–đồng là do sự hình thành của hai pha, là pha giàu vàng Au–Cu và pha giàu niken Ni–Cu, và độ biến cứng sinh ra của vật liệu.
Các hợp kim sử dụng trong công nghiệp trang sức là vàng–paladi–bạc và vàng–niken–đồng–kẽm. Paladi và niken có vai trò là chất tẩy trắng chính cho vàng; kẽm hoạt động như chất tẩy trắng thứ cấp để làm giảm màu của đồng.
Niken có trong một số hợp kim vàng trắng có thể gây ra phản ứng dị ứng khi sử dụng trong thời gian dài (như ở một số loại vỏ đồng hồ đeo tay). Phản ứng này, điển hình là phát ban nhỏ trên da do viêm da niken, xảy ra ở khoảng 1/8 số người; do đó, nhiều quốc gia không sử dụng niken trong công thức sản xuất vàng trắng của họ.
Vàng hiếm khi là vàng nguyên chất, ngay cả trước khi một kim loại khác được thêm vào để tạo ra hợp kim vàng trắng, và thường chứa hợp kim với thủy ngân từ quá trình sản xuất vàng; thủy ngân cũng có thể gây ra phản ứng dị ứng.

### Vàng vàng
Các ví dụ về các hợp kim vàng 18K màu vàng phổ biến bao gồm:
- Vàng vàng 18K: 75% vàng + 12,5% đồng + 12,5% bạc.
- Vàng vàng sẫm 18K: 75% vàng + 15% đồng + 10% bạc

### Vàng hồng mai, vàng đỏ và vàng hồng phấn

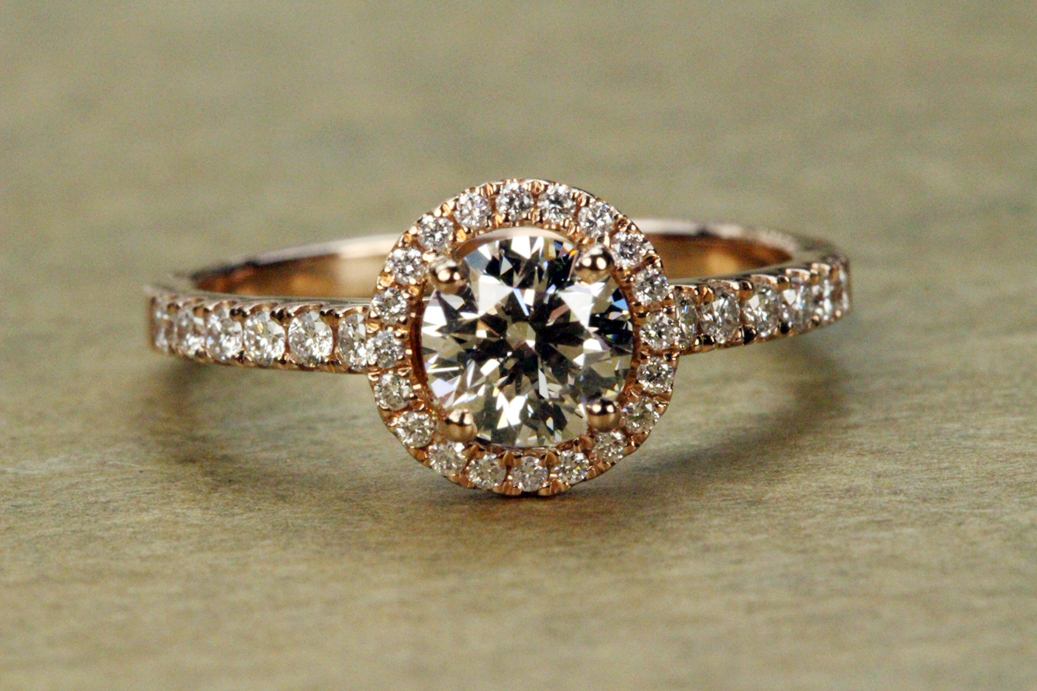
Nhẫn đính hôn bằng vàng hồng mai đính kim cương.

Vàng hồng mai là hợp kim vàng–đồng được sử dụng cho một số loại đồ trang sức chuyên biệt. Vàng hồng mai, còn được biết đến như là vàng hồng phấn hay vàng đỏ, là phổ biến ở Nga vào đầu thế kỷ 19, nên cũng được biết đến với tên gọi vàng Nga, mặc dù thuật ngữ này hiện nay đã trở thành lỗi thời. Trang sức vàng hồng mai trở nên phổ biến trong thế kỷ 21, và được sử dụng phổ biến để làm nhẫn cưới, vòng tay và các đồ trang sức khác.
Mặc dù các tên gọi này có thể dùng thay thế lẫn nhau, nhưng khác biệt giữa vàng đỏ, vàng hồng mai và vàng hồng phấn là ở hàm lượng đồng: đồng càng nhiều thì màu càng nghiêng về phía đỏ. Vàng hồng phấn sử dụng ít đồng nhất, kế tiếp là vàng hồng mai và cuối cùng là vàng đỏ với hàm lượng đồng cao nhất. Các ví dụ về các hợp kim phổ biến cho vàng hồng mai 18K, vàng đỏ 18K, vàng hồng phấn 18K và vàng đỏ 12K bao gồm:
- Vàng đỏ 18K: 75% vàng + 25% đồng.
- Vàng hồng mai 18K: 75% vàng + 22,25% đồng + 2,75% bạc.
- Vàng hồng phấn 18K: 75% vàng + 20% đồng + 5% bạc.
- Vàng đỏ 12K: 50% vàng + 50% đồng.

Tới 15% kẽm có thể thêm vào các hợp kim giàu đồng để thay đổi màu của chúng thành vàng ánh đỏ hay vàng sẫm. Vàng đỏ 14K, thường thấy ở Trung Đông, chứa 41,67% đồng.
Phiên bản cao kara nhất của vàng hồng mai là vàng crown (vàng cuon), chứa 22 kara vàng (91,667% vàng).

### Trang kim
Trang kim hay vàng dát là một họ các hợp kim vàng 18K hay 23K có hiệu ứng nhớ hình dạng đặc biệt, khi được xử lý nhiệt thì tạo ra bề mặt lấp lánh nhiều màu. Một số hợp kim vàng–đồng–nhôm tạo thành kết cấu bề mặt mịn khi xử lý nhiệt, sinh ra hiệu ứng lấp lánh hấp dẫn. Khi nguội, chúng trải qua biến dạng tựa martensit từ pha lập phương tâm khối (cI) sang pha bốn phương tâm khối (tI); với sự biến dạng không phụ thuộc vào tốc độ làm nguội. Các vật thể đã đánh bóng được gia nhiệt trong dầu nóng tới 150–200 °C trong 10 phút và sau đó làm nguội tới dưới 20 °C, tạo thành bề mặt lóng lánh được che phủ với các mặt nhỏ xíu.
Trang kim gồm 76% vàng, 19% đồng và 5% nhôm có màu vàng; còn trang kim chứa 76% vàng, 18% đồng và 6% nhôm có màu hồng phấn.

### Vàng lục
Vàng lục được người Lydia (sinh sống trong khu vực ngày nay là miền tây Thổ Nhĩ Kỳ) biết đến từ khoảng năm 860 TCN dưới tên gọi electrum (vàng hổ phách), một hợp kim nguồn gốc tự nhiên của vàng với bạc. Thực tế nó có màu vàng ánh lục chứ không phải là màu xanh lục. Các loại men nung bám vào các hợp kim này tốt hơn so với vào vàng nguyên chất.
Cadmi cũng có thể thêm vào các hợp kim vàng để tạo ra màu xanh lục, nhưng có những e ngại về sức khỏe liên quan tới việc sử dụng nó, do cadmium rất độc. Hợp kim chứa 75% vàng, 15% bạc, 6% đồng và 4% cadmi có màu xanh lục sẫm.

### Vàng xám
Các hợp kim vàng xám thường làm từ vàng và paladi. Một thay thế rẻ tiền hơn không cần sử dụng paladi là thêm 1-10% bạc, 7-15% mangan và đồng vào vàng, sao cho sản phẩm chứa 75-78% vàng.

## Liên kim
Tất cả các liên kim AuX2 (X = Al, Ga, In) có cấu trúc tinh thể tương tự fluorit (CaF2) và vì thế chúng giòn. Sự sai lệch so với hóa học lượng pháp dẫn đến mất màu. Tuy nhiên, các hợp phần hơi phi lượng pháp một chút cũng được sử dụng để đạt được vi cấu trúc hai hoặc ba pha hạt mịn với độ giòn giảm xuống. Một cách khác để giảm độ giòn là thêm một lượng nhỏ paladi, đồng hoặc bạc.
Các hợp chất liên kim có xu hướng chống ăn mòn kém. Các nguyên tố ít quý hơn bị rửa trôi ra môi trường, và lớp bề mặt giàu vàng được hình thành. Cần tránh tiếp xúc trực tiếp các phần vàng lam và vàng tía với da, do sự tiếp xúc với mồ hôi có thể dẫn đến rửa trôi kim loại và làm biến màu bề mặt kim loại.

### Vàng tía

Biểu đồ pha vàng–nhôm.

Vàng tía (còn gọi là vàng thạch anh tím hay vàng tím) là một hợp kim của vàng và nhôm, giàu liên kim vàng–nhôm (AuAl2). Hàm lượng vàng trong AuAl2 là khoảng 79% và vì thế có thể coi là vàng 18 kara. Vàng tía giòn hơn các loại hợp kim vàng khác nên nó là một loại khuyết tật nghiêm trọng khi hình thành trong đồ điện tử, do nó là một hợp chất liên kim chứ không phải là một hợp kim dẻo, và sự va đập mạnh có thể khiến nó vỡ nát. Do đó, nó thường được gia công máy và mài bóng mặt để dùng như một loại "đá quý" trong đồ trang sức thông thường. Ở hàm lượng vàng thấp hơn, vật liệu này bao gồm từ liên kim này và một pha dung dịch rắn giàu nhôm. Ở hàm lượng vàng cao hơn, liên kim AuAl giàu vàng hơn hình thành; màu tía được bảo tồn đến khoảng 15% nhôm. Ở 88% vàng, vật liệu này bao gồm AuAl và thay đổi màu sắc. Thành phần thực tế của AuAl2 gần với Al11Au6 hơn vì mạng con bị chiếm lĩnh không hoàn toàn.

### Vàng lam
Vàng lam là hợp kim của của vàng hoặc là với gali hoặc là với indi. Vàng–indi chứa 46% vàng (khoảng 11 kara) và 54% indi, tạo thành hợp chất liên kim AuIn2. Trong khi một số nguồn cho rằng liên kim này có "màu xanh lam trong", trên thực tế thì hiệu ứng này là nhạt: AuIn2 có tọa độ màu CIE LAB là 79, −3,7, −4,2 làm cho nó xuất hiện giống như có màu ánh xám. Với gali, vàng tạo thành liên kim AuGa2 (58,5% Au, 14 kara) với sắc ánh lam nhạt hơn. Điểm nóng chảy của AuIn2 là 541 °C, của AuGa2 là 492 °C. AuIn2 ít giòn hơn so với AuGa2, và cả hai đều ít giòn hơn so với AuAl2.
Mạ bề mặt vàng lam trên sản phẩm vàng hoặc bạc sterling có thể đạt được bằng cách mạ vàng bề mặt (với sản phẩm là vàng thì bỏ qua bước mạ vàng), tiếp theo là mạ indi (để tránh phản ứng tạo liên kim giữa bạc và indi), với độ dày lớp phù hợp với tỷ lệ nguyên tử 1: 2. Xử lý nhiệt bằng cách ủ sau đó tạo ra sự khuếch tán của các kim loại này và hình thành hợp chất liên kim cần thiết.

## Xử lý bề mặt

### Vàng đen
Vàng đen là một loại vàng sử dụng trong trang sức. Vàng đen có thể tạo ra bằng một số phương pháp khác nhau:
- Tạo nước bóng bằng cách gắn vào bề mặt các hợp chất chứa lưu huỳnh và oxy.
- Quy trình lắng đọng hơi hóa học được hỗ trợ bằng plasma có sự tham gia của cacbon vô định hình.
- Oxi hóa có kiểm soát vàng chứa crom hoặc coban (như 75% vàng, 25% coban[3]).

Một khảng các màu từ nâu tới đen có thể đạt được trên các hợp kim giàu đồng bằng cách xử lý với kali sulfua.
Các hợp chất chứa coban, như 75% vàng  và 25% coban, tạo thành một lớp oxit màu đen khi xử lý nhiệt ở 700–950 °C. Đồng, sắt và titan cũng có thể sử dụng để tạo ra hiệu ứng như vậy. Hợp kim vàng–coban–crom (75% vàng, 15% coban, 10% crom) tạo ra oxit bề mặt có ánh màu nâu ôliu do chứa crom(III) oxit, khoảng 5 lần mỏng hơn so với Au–Co và có khả năng chống hao mòn tốt hơn đáng kể. Hợp kim vàng–coban chứa các pha giàu vàng (khoảng 94% Au) và giàu coban (khoảng 90% Co); các hạt của pha giàu coban có khả năng tạo thành lớp oxit trên bề mặt của chúng.
Gần đây hơn, vàng đen có thể hình thành bằng cách tạo ra các cấu trúc nano trên bề mặt. Xung laze femto giây làm biến dạng bề mặt kim loại, tạo ra một diện tích bề mặt tăng lên đáng kể, hấp thụ hầu như tất cả ánh sáng chiếu vào nó, do đó làm cho nó có màu đen sẫm, nhưng phương pháp này được sử dụng trong các ứng dụng công nghệ cao hơn là để xuất hiện trong đồ trang sức. Màu đen là do sự kích thích của các plasmon bề mặt cục bộ tạo ra sự hấp thụ mạnh trong một khoảng rộng trong cộng hưởng plasmon. Độ rộng của cộng hưởng plasmon và dải bước sóng hấp thụ phụ thuộc vào tương tác giữa các hạt nano vàng khác nhau.

### Vàng lam
Các lớp oxit cũng có thể sử dụng để thu được vàng lam từ hợp kim 75% vàng, 24,4% sắt và 0,6% niken. Lớp oxit này hình thành khi xử lý nhiệt trong không khí ở 450–600 °C.
Vàng lam với màu xanh lam saphir chứa 20–23K vàng cũng có thể thu được bằng cách tạo hợp kim với rutheni, rhodi và 3 nguyên tố khác và xử lý nhiệt ở 1.800 °C, để tạo ra lớp oxit bề mặt có màu xanh lam dày 3–6 micromet.